# H443-02
H443-02, é um agente químico sintético de formulação C34H56Br2N4O4.  H443-02 é um agente nervoso. Excede a toxicidade de VX.